# Cathédrale de la Dormition de Rostov
Pour les articles homonymes, voir Cathédrale de la Dormition.
La cathédrale de la Dormition à Rostov (la Dormition de la Vierge Marie correspond à l'Assomption dans la religion catholique) était, jusqu'à la fin du XVIIIe siècle, la cathédrale de l'éparchie d'Iaroslavl. Elle est reliée au kremlin de Rostov Veliki, ville de l'oblast d'Iaroslavl, qui fait partie de l'anneau d'or de Russie. Un carillon, clocher-arcade surmonté par de petites coupoles en bulbes imbriquées est adjoint à l'édifice.
Avec le kremlin, construit plus tard (à la fin du XVIIe siècle), elle constitue un ensemble architectural central dans la vieille ville, dont la vue d'ensemble est remarquable ; surtout du côté du Lac Nero.
Dans la cathédrale, il y a du corps incorrompu de Saint Léonce de Rostov.

## Histoire
La cathédrale est construite au centre historique de la ville. L'époque de la construction de l'église primitive n'est pas connue. Cependant en 1160 elle fut détruite par un incendie. Par la suite, en 1161, sous la conduite d'André Ier Bogolioubski, grand prince de la Principauté de Vladimir-Souzdal, débuta la construction du bâtiment en pierres blanches, qui fut également détruit par un incendie en 1204. La nouvelle construction prit 17 ans. Un troisième incendie survint en 1408 détruisant la voûte et la coupole du bâtiment. Il fut, à nouveau, reconstruit en pierre blanche.

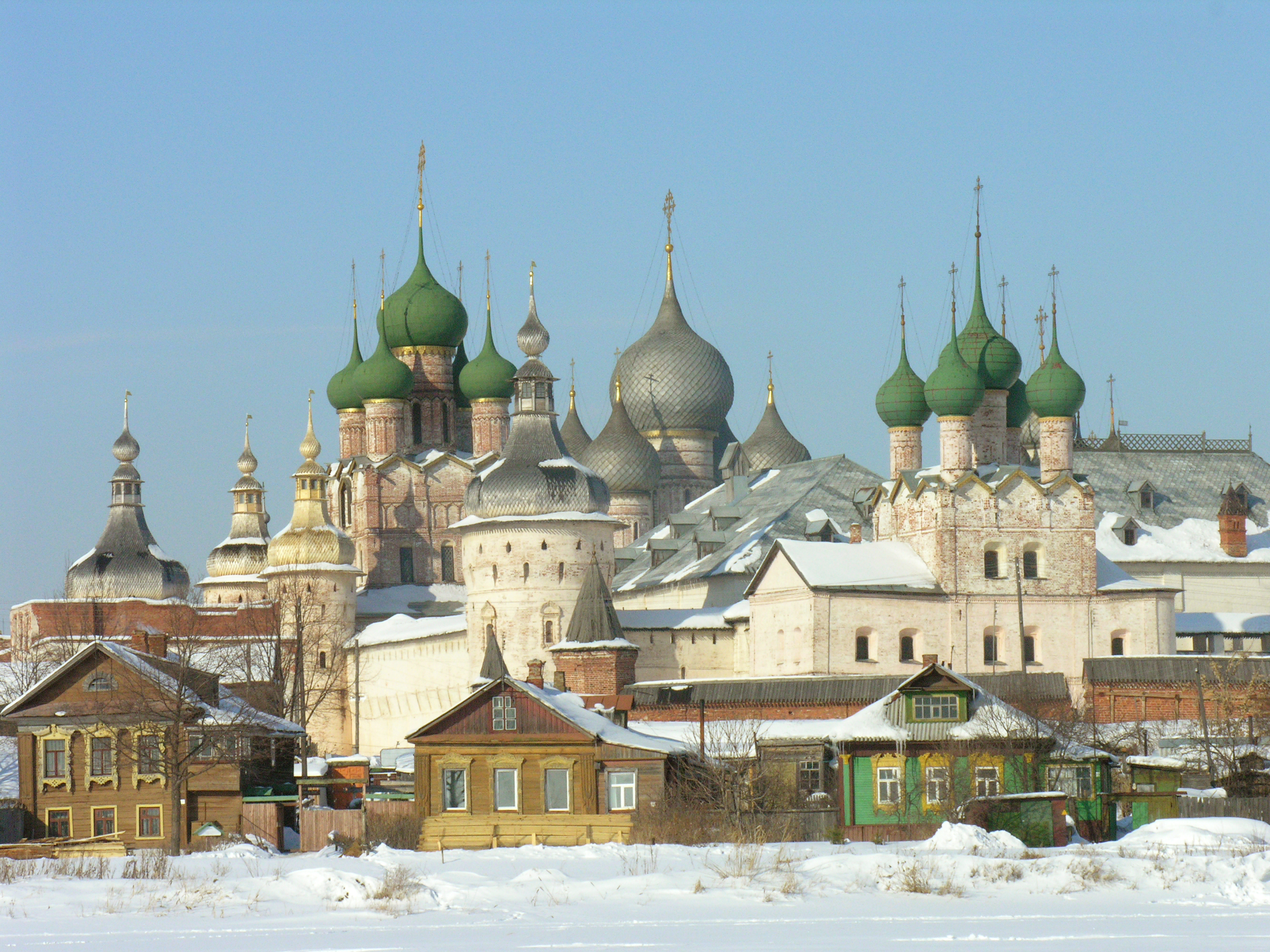
Rostov et la cathédrale au milieu vue du lac Nero

L'église actuelle en brique daterait de 1508—1512. La date exacte n'est pas connue avec certitude et les chercheurs sont partagés à ce propos. Michael A. Ilyn (critique d'art) se rallie, par contre, à l'opinion de l'archéologue Nicolas N. Voronin, qui date lui, les dernières reconstructions de 1587, année correspondant à la fondation de l'éparchie de Rostov et d'Iaroslavl. 
Il s'avérait indispensable de donner à la cathédrale située au centre de l'évêché un aspect qui convenait à son nouveau statut. La datation actuelle en 1508—1512, s'appuie d'après Alexandre G. Melnik sur des sources historiques indirectes dont divers éléments provenant de la construction en pierre blanche antérieure.
La construction de la cour imposante de l'évêché de Rostov, qui, aujourd'hui, est appelée traditionnellement le kremlin, a été entreprise à la fin du XVIIe siècle par le métropolite Jonas Sysoevitch, à proximité de la cathédrale, devenue contigüe, à la suite de quelques transformations. Pour partie, les coupoles furent transformées en dômes à bulbes, et, du côté sud de l'édifice, un élégant parvis fut ajouté, tourné du côté de la sortie du kremlin et servant d'accès solennel à la résidence du métropolite.
Après le transfert du centre de l'éparchie à Iaroslavl à la fin du XVIIIe siècle, les églises de Rostov, sans avenir, perdirent de leur importance. Les gros travaux nécessaires pour les maintenir en état furent reportés au début du XIXe siècle.

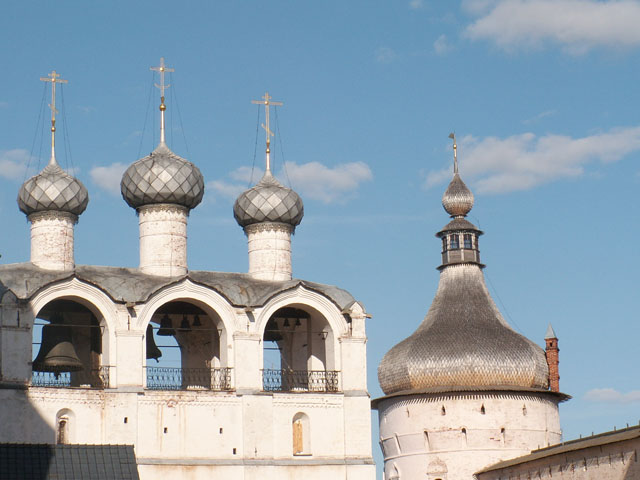
Rostov Veliki : le carillon dans le kremlin

Après la révolution d'Octobre en 1917, la cathédrale de la dormition fut transférée à l'usage de la communauté civile, puis fermée, mais ne fut pas détruite.
Le 23 août 1953, un puissant ouragan arracha des coupoles et les toits de plusieurs églises dans le centre de la ville, parmi lesquelles la cathédrale de la dormition. À la suite de cela, débutèrent d'importants travaux de restauration, que dirigea Vladimir S. Banigié. Durant la restauration, plusieurs obstacles à la vue de la cathédrale furent enlevés. En particulier, plusieurs toits à quatre pans, peu agréables à voir furent transformés en arcades-lucarnes recouvertes de zakomars. 
Cependant la forme de bulbe fut conservée pour les dômes. En leur donnant une autre forme, l'unité architecturale du kremlin aurait été rompue. Durant les travaux de restauration furent entreprises des fouilles, qui permirent de découvrir dans les couches inférieures, de la maçonnerie en pierre blanche du XIIe siècle.
En 1991, la cathédrale et ses cloches furent transférées officiellement au patrimoine de l'Église orthodoxe de Russie.
De nombreuses personnalités de l'éparchie d'Iaroslav et de Rostov Veliki ont été inhumées dans la cathédrale depuis le XIe jusqu'au XVIIIe siècle, au nombre desquelles se compte Jonas Sysoevitch, métropolite, qui se dévoua pour conserver l'image architecturale de Rostov Veliki.

## Architecture de la cathédrale
La cathédrale et son carillon construit plus tardivement, sont toutes proches de la place du kremlin, entourée d'une petite enceinte en brique, construite au XVIIIe siècle. Le passage de l'enceinte se fait par la « Sainte porte » qui date de 1754.
Les dômes de la cathédrale sont en briques, mais le rez-de-chaussée et l'entrée sont en pierre blanche. De nombreux éléments décoratifs viennent relever l'ensemble : des arcatures, des frises décoratives, des bandes lombardes ou lésènes. La hauteur de la cathédrale avec la croix est de 60 mètres
L'architecture de la cathédrale présente beaucoup de similitudes avec la cathédrale de la Dormition de Moscou.Elle est liée étroitement aux traditions de l'architecture des Monuments de Vladimir et de Souzdal. Les façades sont divisées par trois ou quatre lésènes (ou frise lombarde), et sont surmontées par des arcature-lucarnes couverts de zakomars. D'étroites fenêtres de type « meurtrière », construites en deux galeries, alternant avec des arcatures aveugles entre lesquelles court à mi-hauteur une ceinture décorative, donnant élégance et légèreté au bâti monumental. L'influence de l'école architecturale de Moscou est ici bien visible.
Les coupoles posées sur de larges tambours, également garnis d'arcatures aveugles ou ouvertes par des fines lucarnes. Les coupoles à bulbes ne sont apparues que lors de la construction du kremlin de Rostov et elles ont donné une grande harmonie à l'ensemble. Les toits se terminent par des zakomars (le recouvrement des arcades-lucarnes a la forme d'une quille renversée), alors que, initialement, ils étaient recouverts de tuiles ou d'ardoises, actuellement c'est du fer-blanc qui suit les courbes des formes anciennes.

## Décoration intérieure de la cathédrale
Dans les chroniques se trouvent des traces des travaux de peintures murales en 1589.
En 1659 l'artel du maître Sébastien Dmitriev recommença à réaliser des peintures murales. Les travaux prirent beaucoup de temps et en 1669 les maîtres de Kostroma, Goury Nikitine et Sila Savine, s'associèrent à ces travaux. L'incendie de 1671, le renouvellement des fresques en 1779 et de nouvelles peintures de 1843 firent disparaître les travaux primitifs. 
Lors de la restauration des années 1950, les fresques du XVIIe siècle furent découvertes, et à plusieurs endroits derrière l'iconostase antérieure au XVIe siècle. Sur la partie inférieure, reste de l'église primitive en pierre blanche, le professeur N.N. Voronin découvrit en effet des peintures du XIIe siècle. Elles sont en assez mauvais état de conservation.
L'iconostase de style baroque a été réalisée en 1730-1740. Une iconostase semblable existe au monastère de Goritsky à Pereslavl-Zalesski.

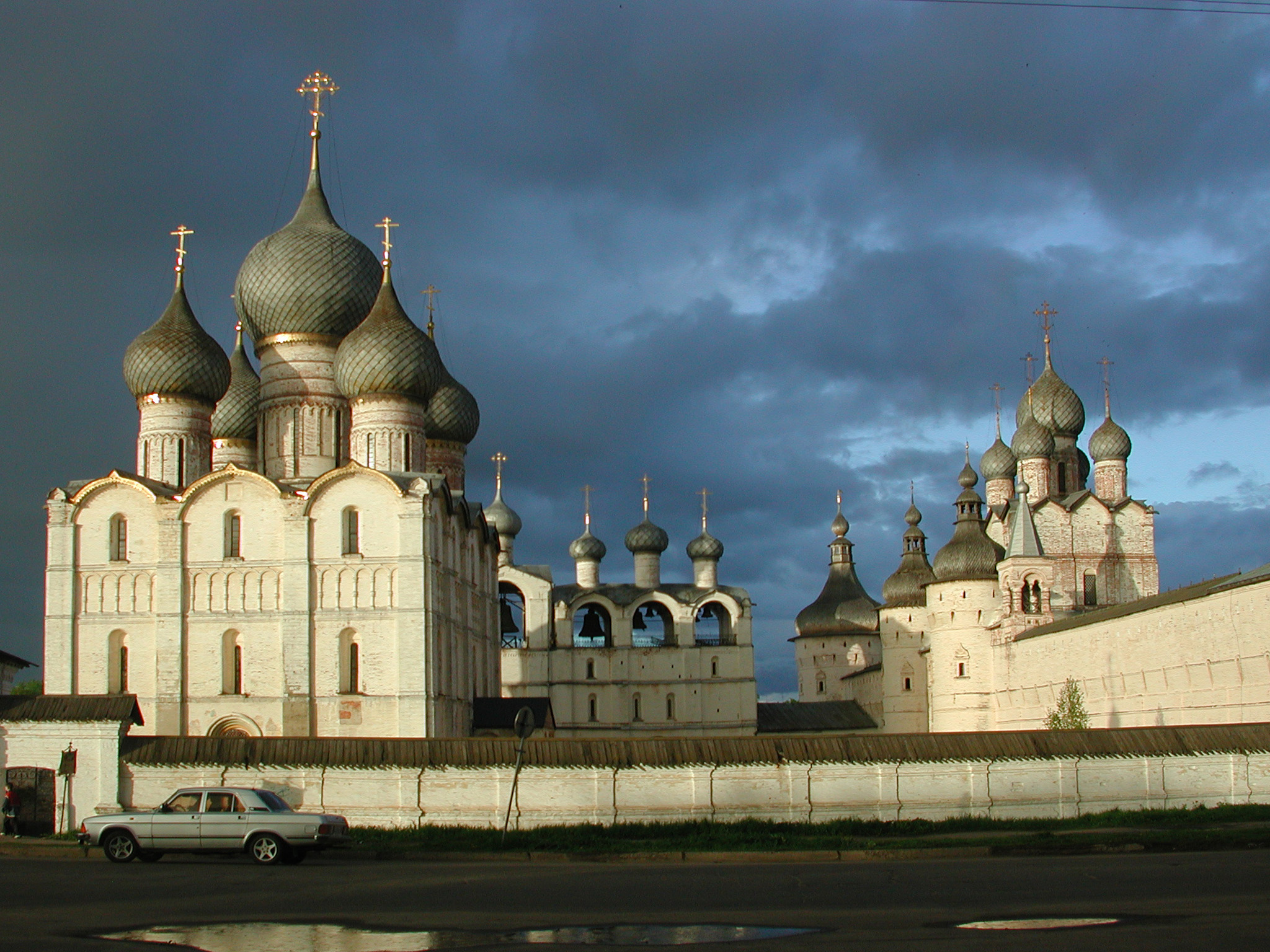
Cathédrale de la Dormition et à droite le Kremlin de Rostov

## Leclocher-arcade
Voir clocher-arcade de la cathédrale de la dormition (ru)
Entre 1682 et 1687 sous Jonas Sysoevitch, au sud-est de la cathédrale fut construit un clocher-arcade disposant de quatre coupoles et composé de 15 cloches, dont la plus grande (appelée « Sysoy ») pèse environ 2 000 pouds (soit 32 tonnes) et a coûté 10 000 roubles L'assortiment des cloches a été conservé jusqu'à ce jour. Ce type de clocher est sans doute construit sous l'influence de bâtisseurs pskoviens. 
La cloche maîtresse appelée «Sysoy» a été coulée par le maître Flore Terentiev en 1688. Deuxième par le poids celle appelée «Polyéleinyi» pèse 1 000 pouds (16 tonnes); la troisième dite le « Cygne » (Lebed en russe) —500 pouds. En 1974 fut posé sur ces cloches une plaque commémorative « le carillon de Rostov » pour rappeler leur importance dans la vie culturelle de la région.
Le carillon à quatre galeries en hauteur, se compose de deux constructions étroites. La plus grande partie des cloches est répartie entre les trois premières baies. La seconde, d'une hauteur plus importante est construite spécialement pour la grande cloche « Sysoy ». Chacune des baies est surmontée d'une coupole à bulbe appuyée sur un tambour architectural. 
Ce bâtiment destiné au carillon se distingue par sa simplicité et s'harmonise avec l'édifice de la cathédrale. La décoration est sobre. L'horizontalité domine par la ligne des corniches et l'alignement des baies qui se suivent. Les baies à leur sommet sont couronnées par un toit dont la forme rappelle la forme des zakomars surmontant les arcades-lucarnes de la cathédrale.

## Restauration du carillon
Les travaux dans le local situé sous le carillon débutèrent en 2004. Ils entraînèrent des contestations,.

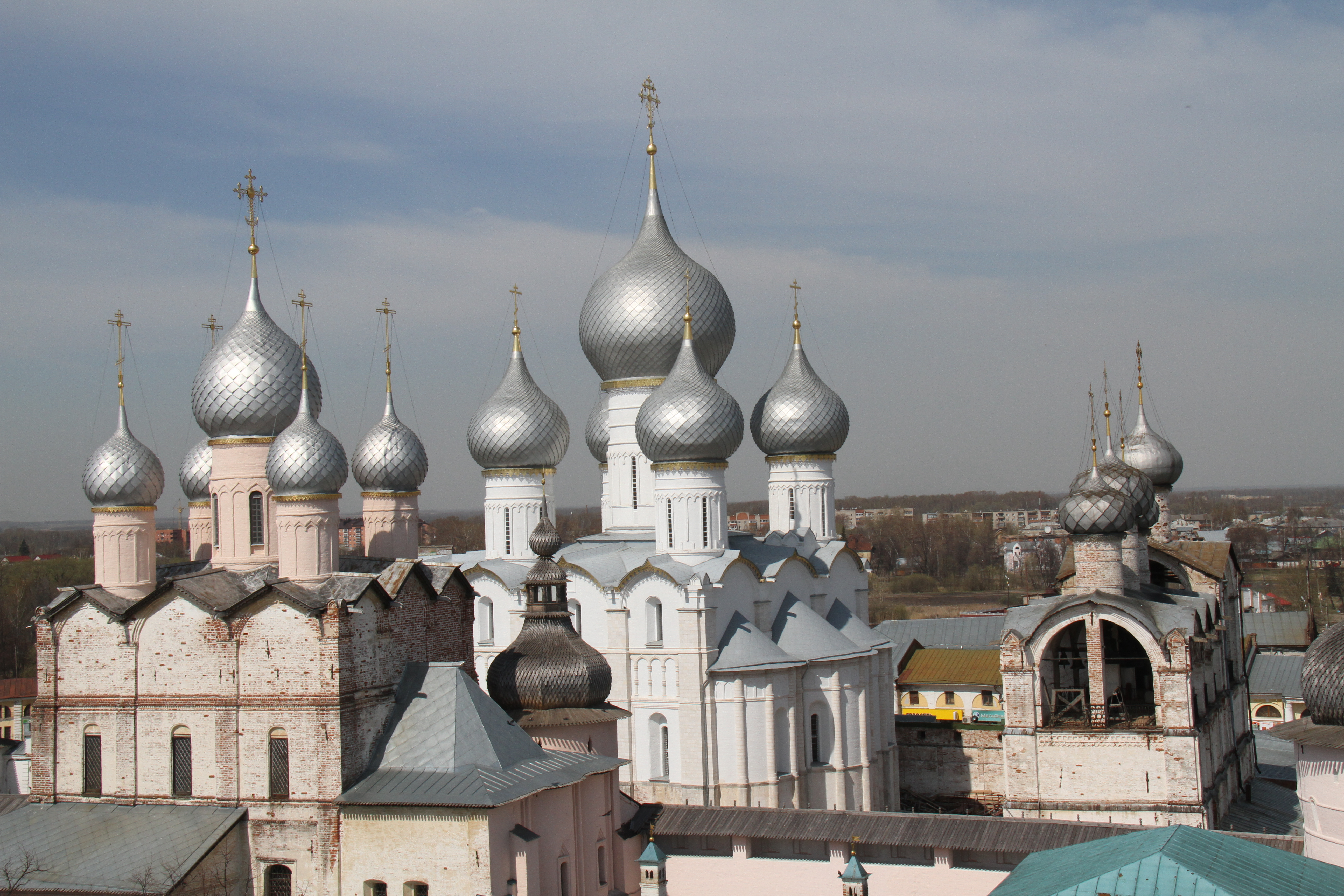
Ensemble du Kremlin de Rostov: vue des églises

## Remarques
Monument classé par la fédération de Russie sous références :Культурное наследие РФ|7610176015

## Source
- (ru) Cet article est partiellement ou en totalité issu de l’article de Wikipédia en russe intitulé « Успенский собор » (voir la liste des auteurs).